# Kilclooney More 1

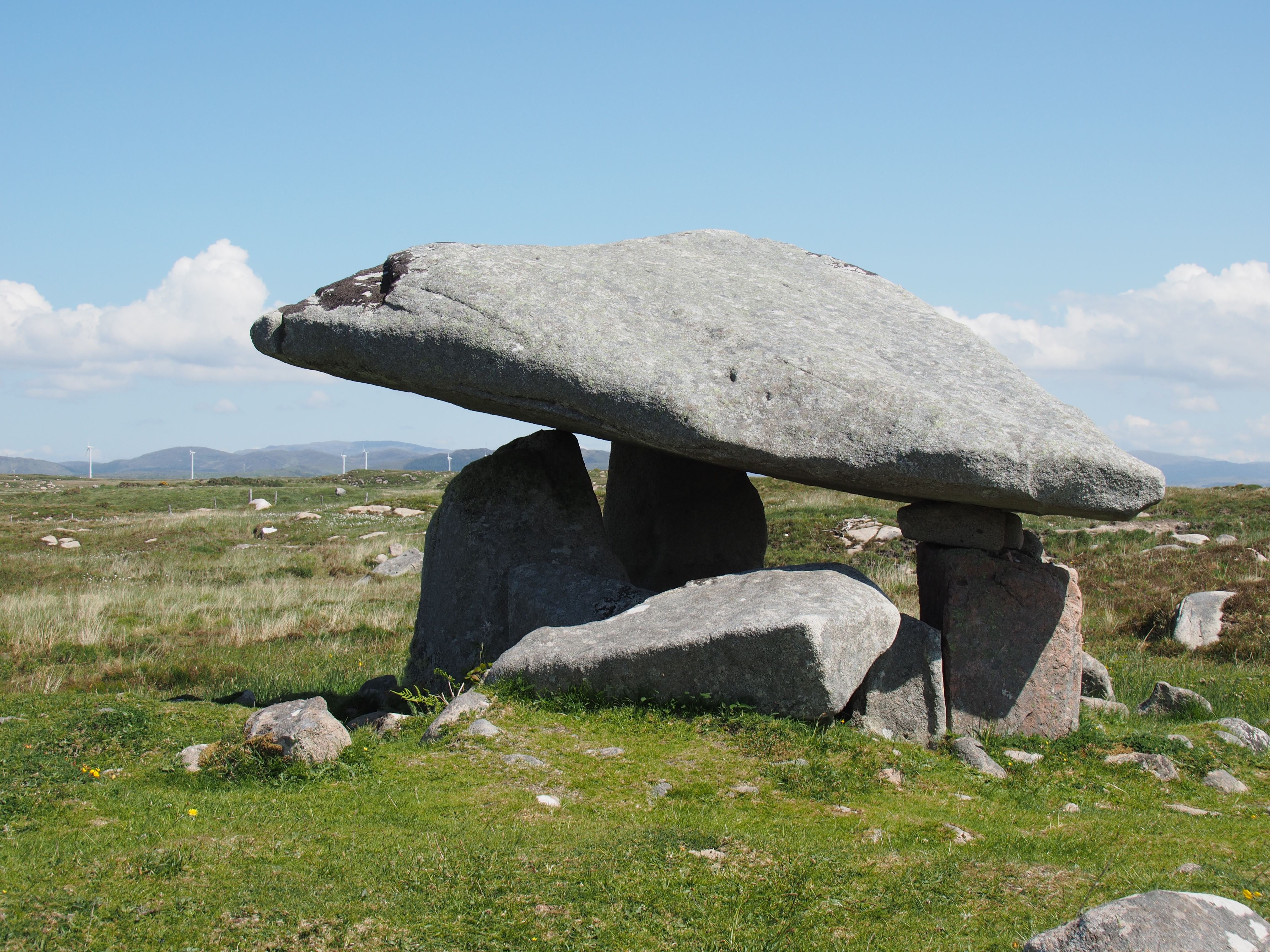
Dolmen 1

Kilclooney More 1 oder Kilclooney More East ist ein Portal Tomb etwa 400 m östlich der Hauptstraße und 6,4 km nordnordwestlich von Ardara im Townland Kilclooney More (irisch Cill Chluanadh Mhór) im County Donegal in Irland. 

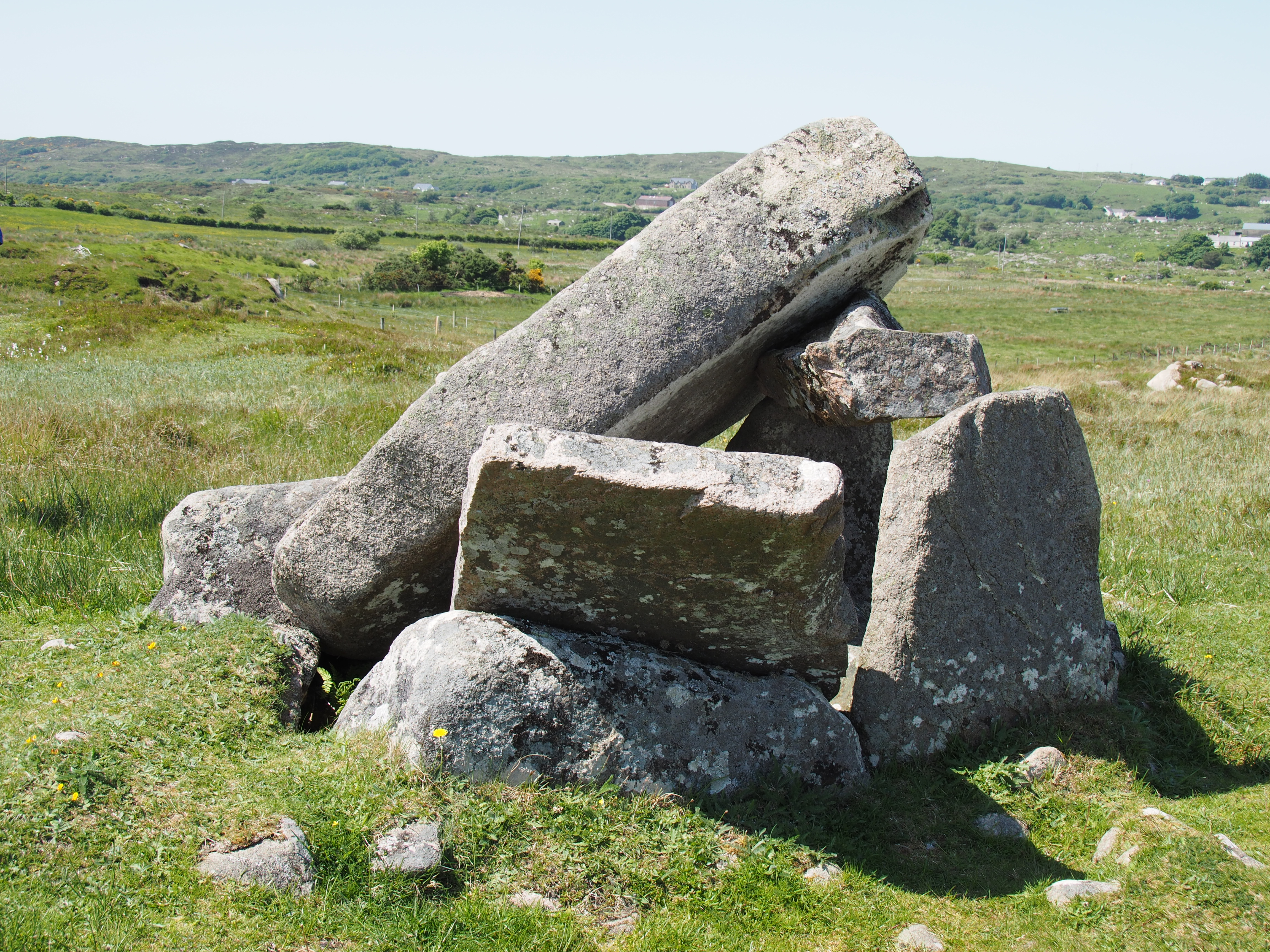
Dolmen 2

Es ist ein so genannter Tripod- oder Stativdolmen, da von der Anlage, die ursprünglich in einem Steinhügel lag, im Wesentlichen nur vier Steine übrig sind, was sie allerdings ästhetisch interessant macht. J. Fergusson (1808–1886) prägte diesen Begriff, um diese und ähnliche Megalithanlagen (Ballylumford, Ballykeel, Legananny, Llech-Y-Tripedd oder Proleek) dieses Typs bildhaft zu beschreiben. Die Anlagen eines Untertyps des Portal Tomb heißen in Cornwall und Wales Quoit.
Das Portal Tomb zeigt die klassischen Eigenschaften, von denen der Typ seinen Namen ableitet. Dazu gehören die beiden Portalsteine und der fast sechs Meter lange, schräg aufliegende, allseits weit überkragende Deckstein, der einer der größten in Irland ist. Die Megalithanlage ist im Wesentlichen komplett. Ein niedriger Schwellenstein zwischen den 1,8 m hohen Portalsteinen versperrt den Zugang. Das hintere und niedrigere Ende des Decksteins ruht nicht auf dem Endstein, wie dies gewöhnlich der Fall ist, sondern wird durch einen kleinen Zwischenstein angehoben, dessen Funktion darin bestand, die Höhe der Kammer zu vergrößern. Als einzige Funde sind Bruchstücke ungeschmückter neolithischer Töpferwaren registriert. 
Etwas westlich von diesem Großsteingrab liegt Kilclooney More 2, ein viel kleineres und teilweise zusammengestürztes Portal Tomb. Eine moderne Feldmauer trennt die beiden Anlagen, die einst zweifellos unter einem gemeinsamen Steinhügel lagen, von dem Spuren erhalten blieben. In der Nähe liegt auch das relativ gut erhaltene Court Tomb von Kilclooney More.